# Iwan Matwejewitsch Kapitanez

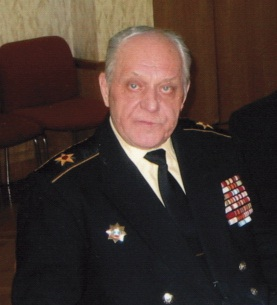
Iwan Kapitanez
9. Mai 2008

Iwan Matwejewitsch Kapitanez (russisch Ива́н Матве́евич Капита́нец; * 10. Januar 1928 im Vorwerk Nekljudowka, Rajon Kascharski, Krai Nordkaukasus, heute Oblast Rostow; † 25. September 2018 in Moskau) war ein sowjetisch-russischer Flottenadmiral.

## Leben
Kapitanez begann 1946 seine Laufbahn bei der Sowjetischen Seekriegsflotte. Er absolvierte 1950 die Kaspische Rotbanner-Offiziershochschule der Seestreitkräfte S.M. Kirow, diente anschließend in der Nordflotte als Gefechtsabschnittskommandeur für Artillerie (GA-2) auf dem Zerstörer Okryljonny und von 1953 bis 1956 als 1. Offizier auf diesem Schiff. Nach Absolvierung von Spezialkursen in Leningrad im Jahr 1957 kehrte er in die Nordflotte zurück und kommandierte den Zerstörer Otrywisty und von 1958 bis 1961 den Zerstörer Ostry.
1964 absolvierte Kapitanez die Seekriegsakademie, wurde Stabschef der 176. Schiffsreservebrigade und ab 1966 Kommandeur der 170. Zerstörerbrigade der Nordflotte. 1970 beendete er die Militärakademie des Generalstabes. Bis 1973 hatte er den Posten des Stabschefs und des stellvertretenden Kommandeurs des 5. Marinegeschwaders im Mittelmeer inne. Er erarbeitete Überwachungs- und Handlungstaktiken gegen Gruppierungen der US Navy und verantwortete die Versorgungsicherung der im Mittelmeer operierenden sowjetischen U-Boote. Nachdem er 1972 zum Konteradmiral befördert wurde, kommandierte er ab 1973 die Kamtschatka-Flottille der Pazifikflotte. 1975 stand er im Rang eines Vizeadmirals. Er arbeitete ab 1978 als 1. Stellvertreter des Kommandeurs der Baltischen Flotte und ab 1981 als deren Kommandeur. Nachdem Kapitanez 1982 zum Admiral ernannt worden war, führte er ab 1985 die Nordflotte. Im März 1988 wurde er 1. Stellvertreter des Oberkommandierenden der Sowjetischen Marine. Auf Beschluss des Präsidiums des Obersten Sowjets der UdSSR vom 4. September 1988 wurde ihm der Rang eines Flottenadmirals verliehen. 1992 trat Kapitanez in den Ruhestand.
Er war von 1984 bis 1989 Abgeordneter des Obersten Sowjets der UdSSR und von 1986 bis 1990 Kandidat des ZK der KPdSU. Neben seiner Tätigkeit als Direktor des Staatlichen Marinezentrums der Russischen Föderation war er ab 1995 Ehrenmitglied der Akademie für Militärwissenschaften und Vorsitzender der Marine-Abteilung der Akademie. Kapitanez starb am 25. September 2018 nach schwerer Krankheit und wurde am 28. September 2018 auf dem Moskauer Friedhof Trojekurowo bestattet.

## Auszeichnungen
- Leninorden
- Nachimoworden 1. Klasse
- Orden des Roten Sterns
- Orden „Für den Dienst am Vaterland in den Streitkräften der UdSSR“ 3. Klasse
- Tapferkeitsorden
- 28 weitere Medaillen der UdSSR, Russlands und anderer Länder[3]

## Werke
- Битва за Мировой океан [Bitva za mirovoĭ okean]. In: Военные тайны XX. века [Voennye taĭny XX veka.] Вече [Veche], Moskau 2002, ISBN 5-94538-064-4.
- Флот в войнах шестого поколения. Взгляды на концептуальные основы развития и применения флота России [Flot v vojnach šestogo pokolenija (vzgljady na konceptual’nye osnovy razvitija i primenenija flota Rossii)]. In: Protivostojanie. Вече [Veche], Moskau 2003, ISBN 5-94538-358-9.
- Флот в Русско-японской войне и современность [Flot v Russko-i︠a︡ponskoĭ voĭne i sovremennostʹ]. In: Военные тайны XX. века [Voennye taĭny XX veka.] Вече [Veche], Moskau 2004, ISBN 5-9533-0395-5.
- Война на море. 1939–1945 [Voĭna na more, 1939–1945. Voenno-morskoe iskusstvo vo Vtoroĭ mirovoĭ i Velikoĭ Otechestvennoĭ voĭnakh]. In: Военные тайны XX. века [Voennye taĭny XX veka.] Вече [Veche], Moskau 2005, ISBN 5-9533-0575-3.
- Сильный флот-сильная Россия [Sil·nyj flot – sil·naja Rossija]. In: Voennyĭ parad istorii. Вече [Veche], Moskau 2006, ISBN 5-9533-1466-3.